# Mühlgasse 3 (Frickenhausen am Main)

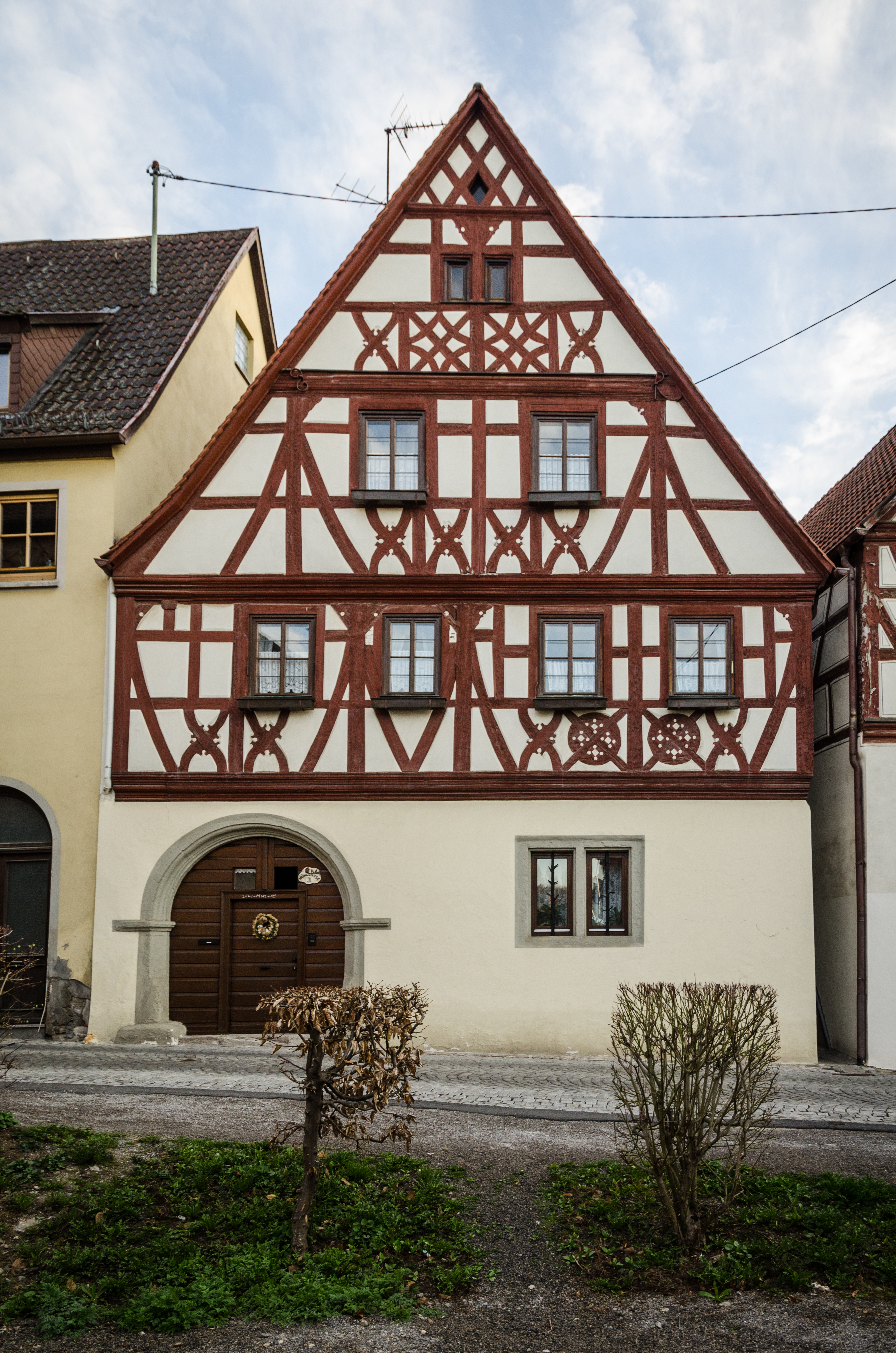
Gebäude Mühlgasse 3 in Frickenhausen am Main

Das Gebäude Mühlgasse 3 in Frickenhausen am Main, einer Marktgemeinde im unterfränkischen Landkreis Würzburg in Bayern, wurde im 17. Jahrhundert errichtet. Das Wohnhaus ist ein geschütztes Baudenkmal. 
Der zweigeschossige Satteldachbau hat ein Fachwerkobergeschoss, das mit Mannfiguren und Andreaskreuzen geschmückt ist. Die rundbogige Pforte wird von einem profilierten Sandsteingewände gerahmt.
Das Gebäude wurde in den letzten Jahren umfassend renoviert. 